# 1391
Cette page concerne l'année 1391  du calendrier julien.
L'année 1391 est une année commune qui commence un dimanche.

## Événements
- 9 janvier : Vassili Ier de Moscou épouse Sophie, fille de Vytautas de Lituanie[1].

- 21 février, Inde : Zafar Khan Muzaffar, nommé gouverneur du Gujarat, quitte Delhi pour prendre son office[2]. Il fonde la dynastie Muzaffaride qui règne sur un sultanat du Gujarat indépendant du sultanat de Delhi (fin en 1583).

- 7 mars : Manuel II Paléologue s'enfuit de Brousse où il était prisonnier des Ottomans et rentre triomphalement à Constantinople et chasse du trône son neveu Jean VII Paléologue[3].
  - Le sultan ottoman Bayezid Ier fait le blocus de Constantinople pendant sept mois et attaque la Morée[4].
- 6 avril[5] : Antoine Adorno renverse le doge de Gênes Jacques de Campo Fregoso et le remplace (fin en 1392).
- 24 mai : acte de fondation de la chapelle de Bethléem à Prague pour le peuple tchèque[6]. Elle permet de nombreuses prédication où des universitaires répandent les idées de Wyclif, dont le réalisme s’oppose au nominalisme des universitaires allemands.
- 4 juin : début d'une révolte antijuive en Espagne[7]. Une violente émeute ravage le quartier juif de Séville avant de gagner l’Andalousie et l’Aragon (5 à 10 000 victimes). De nombreuses conversions s’ensuivent (1391-1419).
  - Le clerc Ferrán Martínez, archidiacre de Écija prêche à Séville depuis 1378, cherchant à provoquer le massacre des « déicides », tandis qu’en Aragon le dominicain Vincent Ferrier tente de convertir pacifiquement les Juifs vers 1412-1414[8].
  - Des Juifs séfarades quittent l'Espagne pour le Maroc, la Provence, Alger ou Constantine[9].
- 8 juin : l'empereur byzantin Manuel II Paléologue quitte Constantinople pour rejoindre son suzerain Bayezid Ier en Anatolie[10].
- 21 juillet : le Grand Rabbin de Burgos, Salomon ha-Levi, se fait baptiser avec toute sa famille et deviendra évêque de Burgos sous le nom de Pablo de Santa Maria. Lui et son frère Alvar de Santa Maria seront de virulents écrivains anti-sémites[11]. En Aragon, Josuah ha-Lorki d’Alcañiz devient Jérôme de Santa Fe. Le cartographe de Burgos, Jeuda Cresques, le médecin de Perpignan, maître Bonet Bonjorn, se convertissent, tout comme la juderia de Barcelone à la suite de l’émeute. D’autres Juifs préfèrent l’exil : Isaac ben Chechet, Simon Duran (Alger) et Josef ben Menir (Constantine) partent au Maghreb. Une nef pour le Proche-Orient est affrétée à Barcelone. D’autres partent pour la Provence[12].

- 19 juin : victoire de Tamerlan sur le khan de la Horde d'or Tokhtamysh sur la rivière Kondurcha, près de la Volga[13].

- 2 août : trois-cents Juifs de Palma de Majorque sont massacrés. Les survivants doivent se convertir[7].
- 5 août : à Barcelone, les marins et les salariés étrangers pillent la juderia, avant de se soulever contre la cité[14]. À Borja, sur l’Èbre, la reine Violente d'Aragon permet cependant aux corregidors de l’Aljama d’acheter des armes pour se défendre[12].
- 24 - 25 juillet : le comte Jean III d'Armagnac, appelé par les Florentins, est vaincu et tué par les Milanais à Alexandrie[15].
- 1er novembre : début du règne d'Amédée VIII de Savoie (jusqu'en 1440)[16]. Régence de Bonne de Bourbon (fin en 1393).
- 29 novembre : Marie Ire de Sicile épouse à Barcelone, avec dispense du pape Clément VII, Martin dit le Jeune, fils de Martin l'Ancien[17].

- Conquête de la Thessalie par les ottomans (fin en 1393)[18].